# Storvreta IBK
Storvreta IBK je švédský florbalový klub. Byl založen v roce 1989. Klub sídlí ve městě Storvreta, které leží 15 km severně od Uppsaly. Jeho domácí halou je IFU Arena v Uppsale.

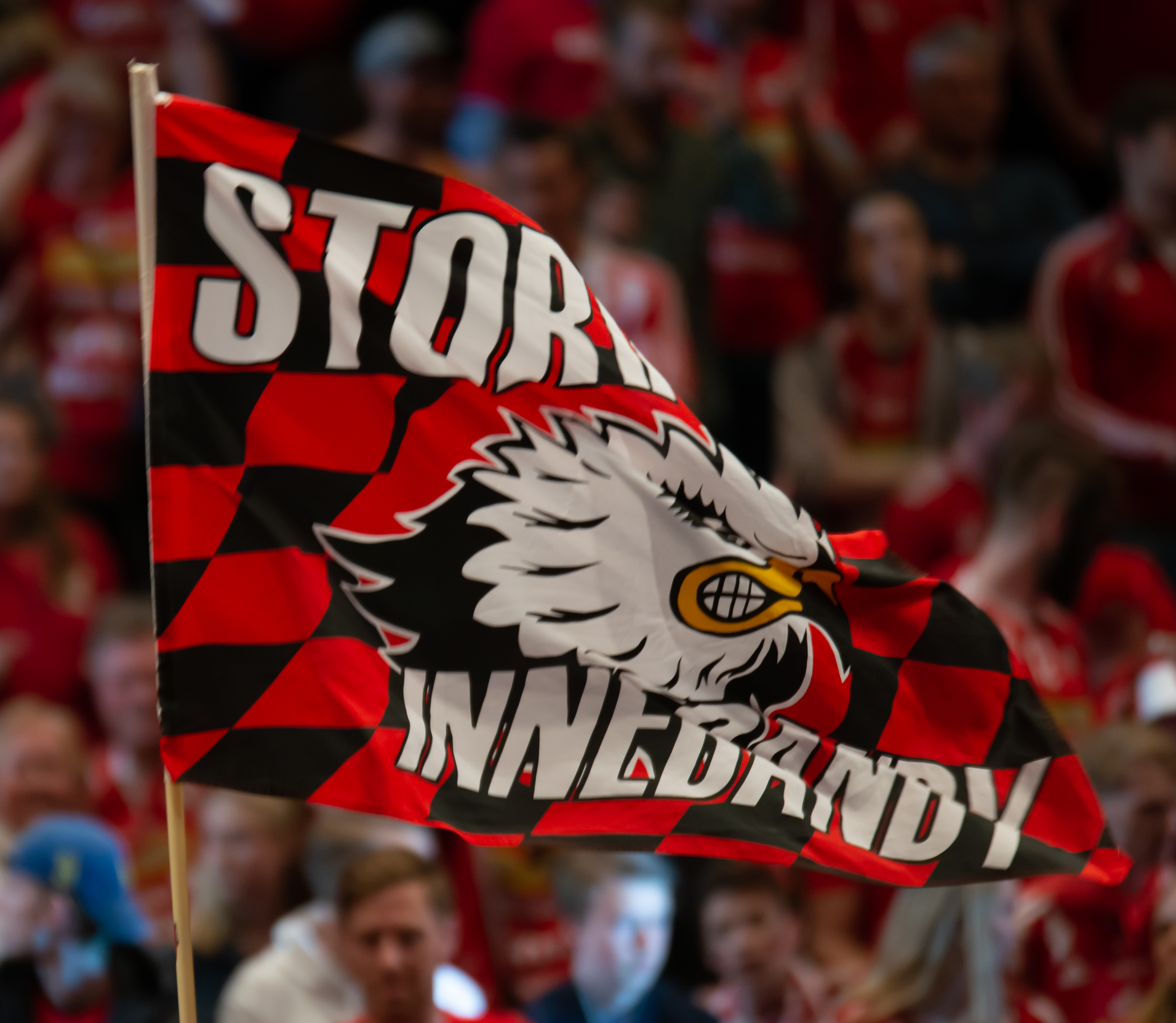
Vlajka s logem klubu

Mužský tým hraje od sezóny 2001/2002 nejvyšší soutěž, Švédskou Superligu. V ročníku 2003/2004 poprvé postoupili do play-off, které od té doby hráli každý rok. První mistrovský titul vyhráli v roce 2010. Celkem jich pak získali rekordních devět, naposledy v sezóně 2024/2025. Mimo to mají i dva vicemistrovské tituly. Tým také čtyřikrát vyhrál Pohár mistrů, poprvé v roce 2010 (ještě jako Euro Floorball Cup), kdy porazil prvního českého finalistu 1. SC Vítkovice, a naposledy v roce 2020.
Ženský tým bude od sezóny 2025/2026 také hrát nejvyšší soutěž, Švédskou Superligu žen. Tu hrál již dříve v jedné sezóně 1999/2000.

## Mužský tým

### Sezóny
| Sezóna    | Úroveň | Soutěž            | Umístění | Poznámka                                               |
| --------- | ------ | ----------------- | -------- | ------------------------------------------------------ |
| 2020/2021 | 1      | Švédská Superliga | 2.       | Vicemistr po prohře ve finále play-off proti IBF Falun |
| 2021/2022 | 1      | Švédská Superliga | 4.       | Vypadnutí v semifinále play-off proti IBF Falun        |
| 2022/2023 | 1      | Švédská Superliga | 1.       | Mistr po vítězství ve finále play-off proti IBF Falun  |
| 2023/2024 | 1      | Švédská Superliga | 1.       | Mistr po vítězství ve finále play-off proti Pixbo IBK  |
| 2024/2025 | 1      | Švédská Superliga | 1.       | Mistr po vítězství ve finále play-off proti IBF Falun  |

### Známí trenéři
- Mika Kohonen (2021–)

### Známí hráči
- Mika Kohonen (2005–2015)
- Filip Langer (2020–2021, 2023–)
- Ondřej Němeček (2023–)

## Ženský tým

### Sezóny
| Sezóna    | Úroveň | Soutěž      | Umístění | Poznámka             |
| --------- | ------ | ----------- | -------- | -------------------- |
| 2024/2025 | 2      | Allsvenskan |          | Postup do vyšší ligy |

### Známé hráčky
- Anna Wijková (2020, 2024–)

## Fotogalerie

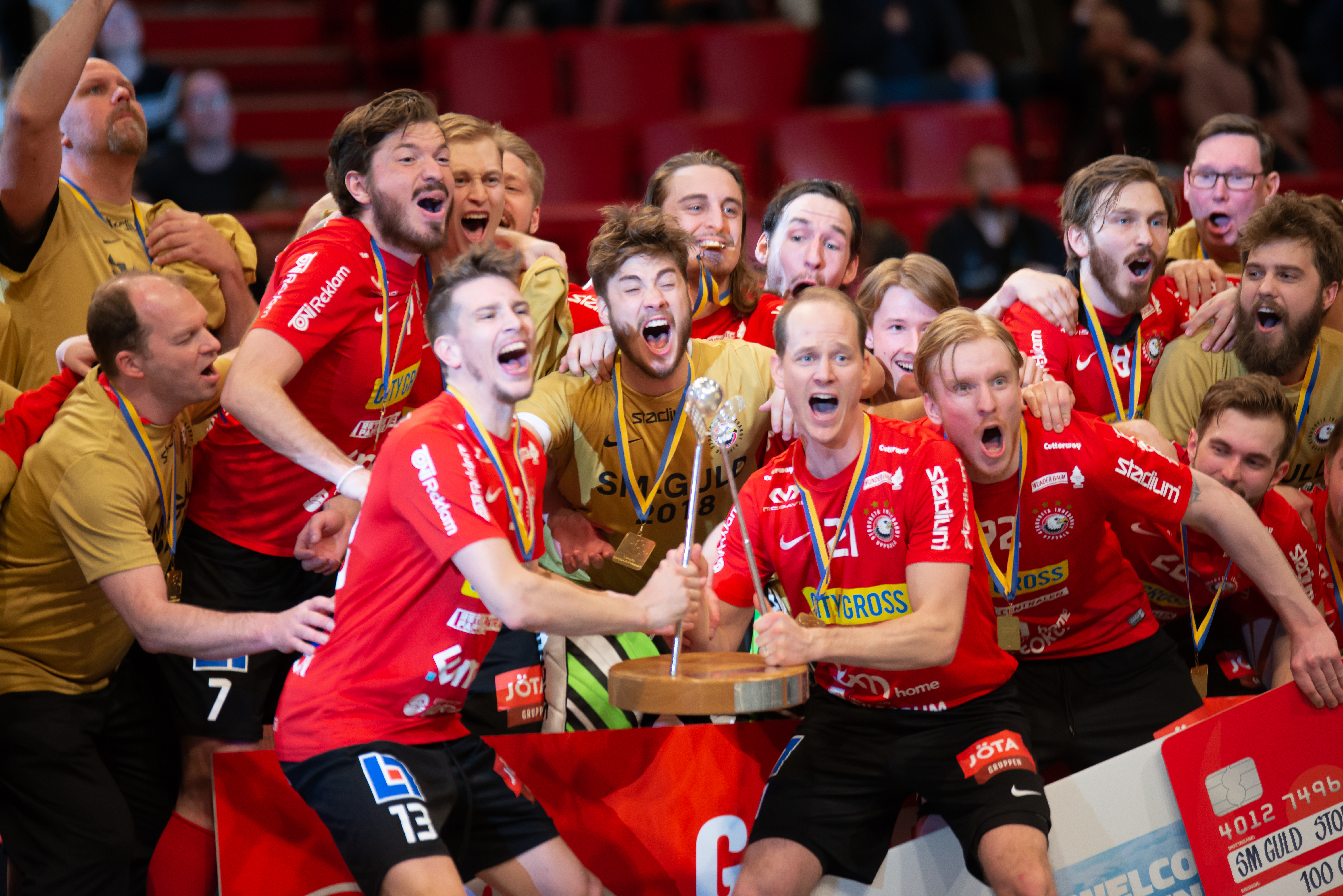
Hráči Storvreta IBK slaví zisk titulu v sezóně 2017/2018
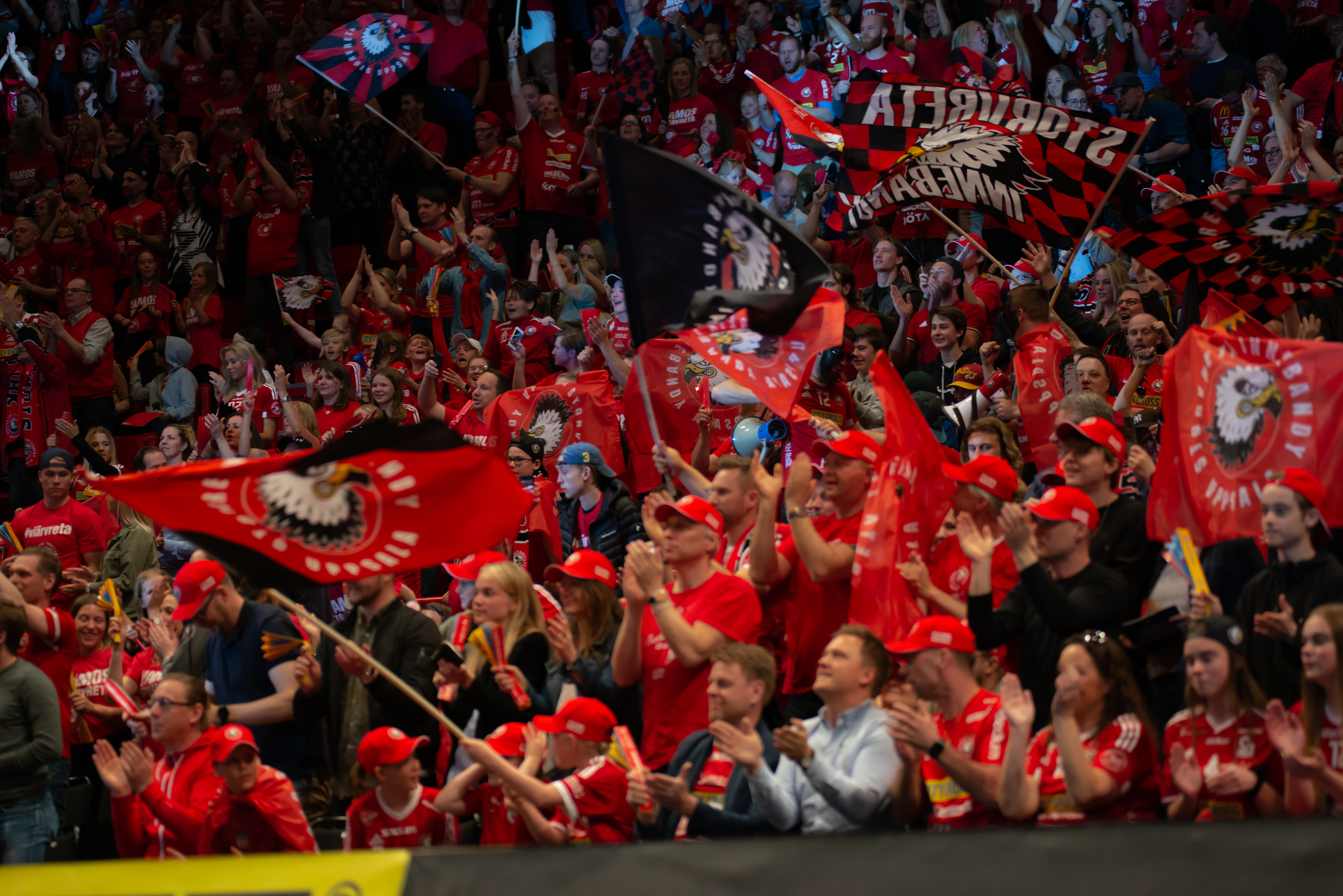
Fanoušci Storvreta IBK slaví zisk titulu v sezóně 2017/2018
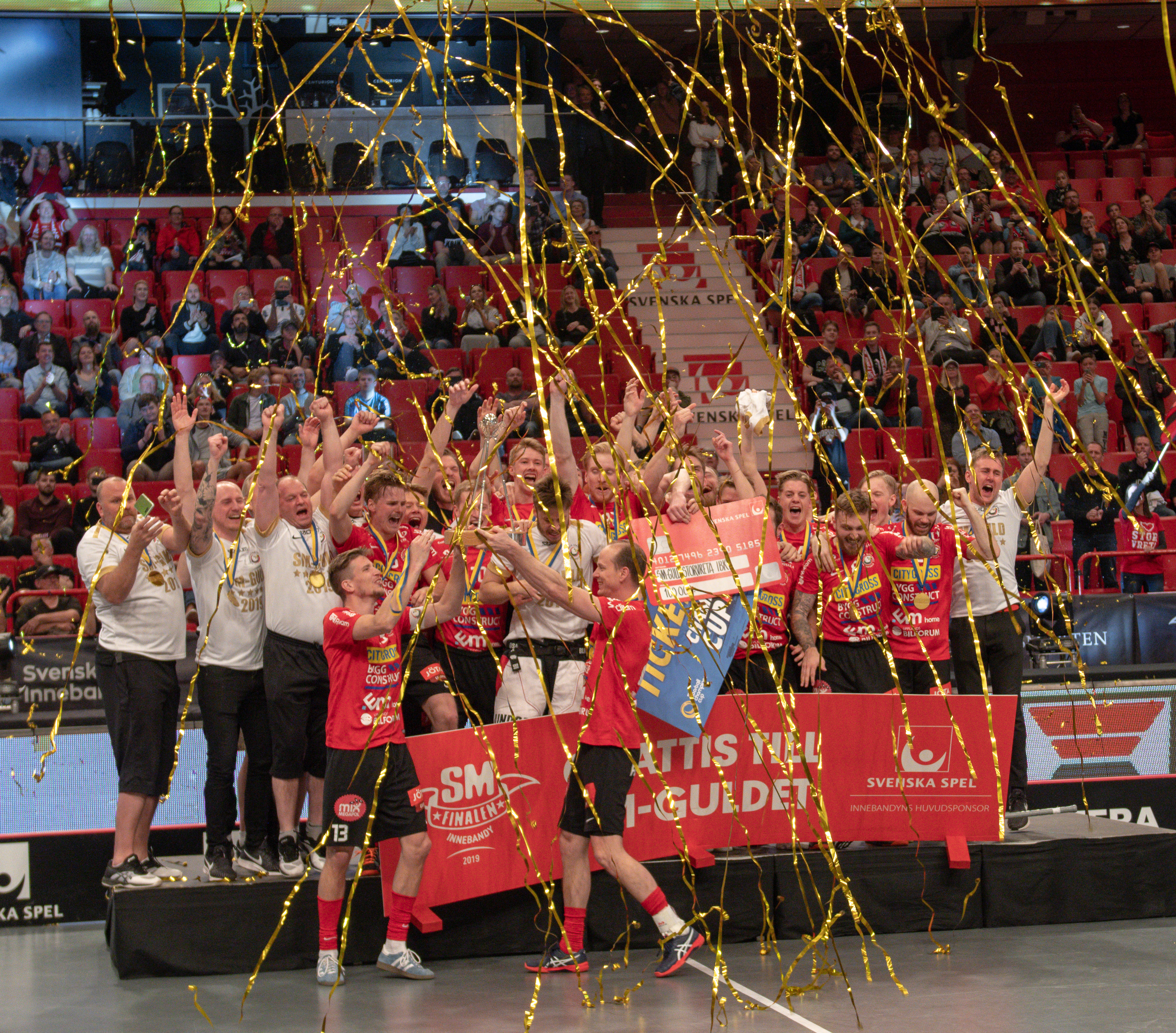
Hráči Storvreta IBK slaví zisk titulu v sezóně 2018/2019
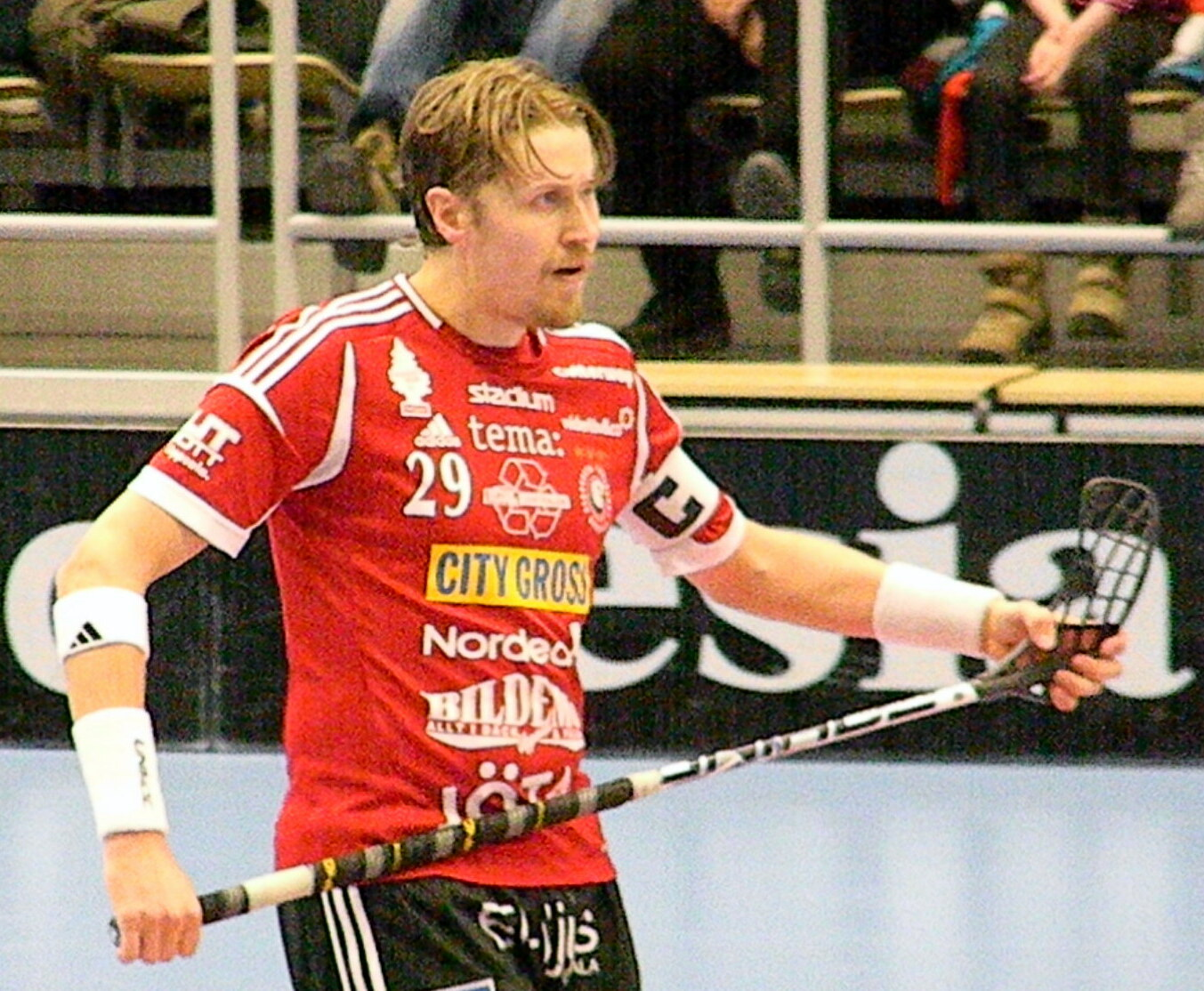
Mika Kohonen v roce 2013 v dresu Storvreta IBK
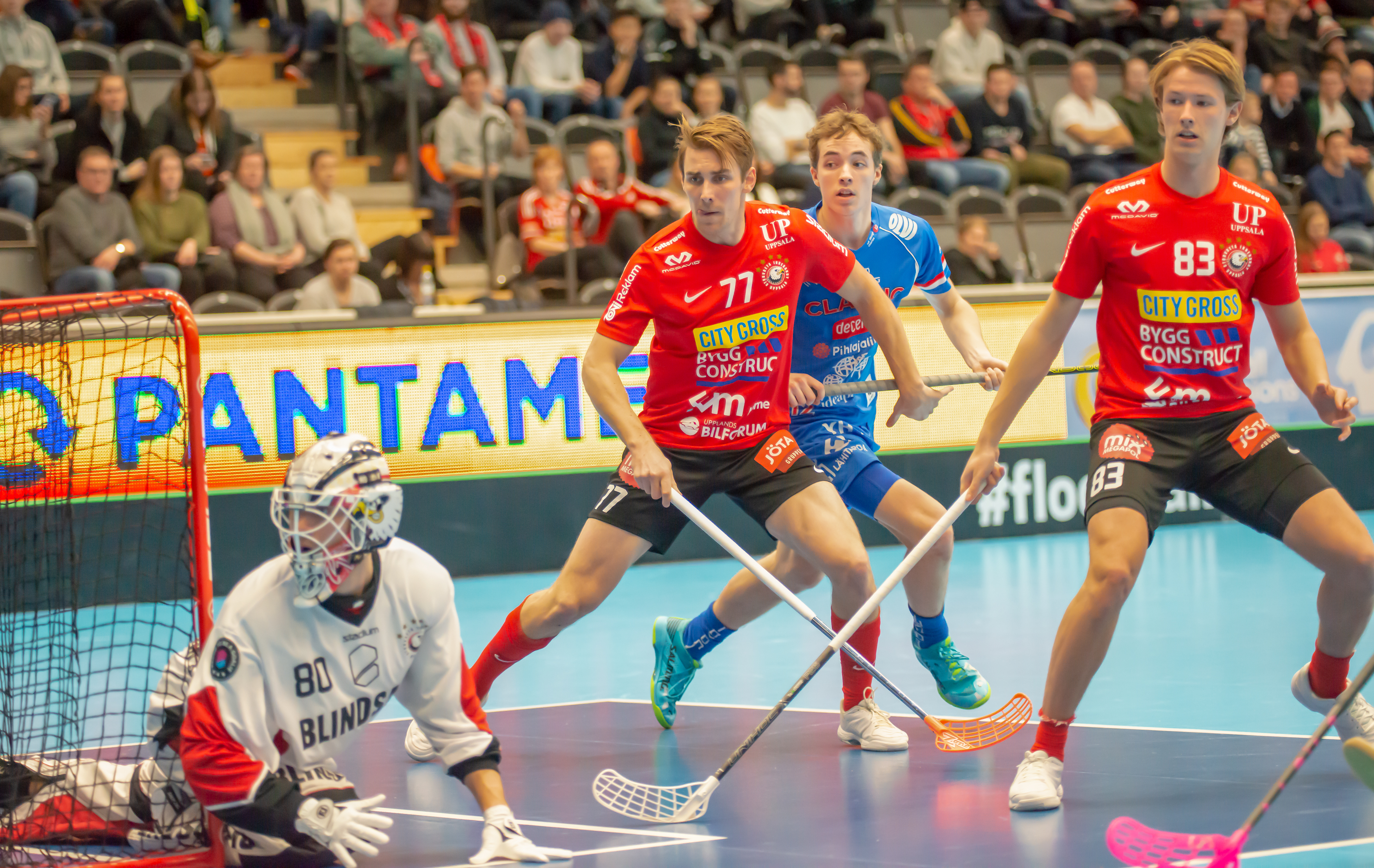
Hráči Storvreta IBK ve finále Poháru mistrů v roce 2019